# Marko Kešelj
Marko Kešelj (serbisch-kyrillisch Марко Кешељ; * 2. Januar 1988 in Belgrad) ist ein serbischer Basketballspieler.
Der 2,08 m große und 99 kg schwere Power Forward begann seine sportliche Karriere in seiner Heimatstadt bei KK Avala Ada Belgrad. Anschließend wechselte er nach Spanien zu CB Girona und wurde 2007 für zwei Jahre an den deutschen Bundesligisten Köln 99ers ausgeliehen, blieb dort aber nur ein Jahr. Nach zwei Spielzeiten bei KK Roter Stern Belgrad wechselte er 2010 zu Olympiakos Piräus, mit denen er 2012 die EuroLeague gewann. Anschließend wechselte er zurück in die spanische Liga ACB zum Valencia Basket Club.
Am 14. August 2012 unterschrieb er für ein Jahr bei Valencia. Am 5. Februar 2013 verließ er Valencia und ging für die verbleibende Saison zu Le Mans Basket. Am 8. August 2013 unterschrieb er für ein Jahr bei ASVEL Basket.
Am 14. Oktober 2014 unterschrieb er einen offenen Vertrag mit dem serbischen Team Mega Vizurra. Am 17. Juni 2015 wurde bestätigt, dass er mit den Portland Trail Blazers in der 2015 NBA Summer Liga spielen wird.
Im Januar 2016 unterschrieb Kešelj beim griechischen Club Lavrio für die restliche griechische Basketball-Liga-Saison 2015/2016.
Am 18. September 2016 unterschrieb er bei dem belgischen Club Telenet Ostende.
Kešelj stand im Kader der serbischen Nationalmannschaft für die Weltmeisterschaft 2010. Mit Serbien wurde er außerdem 2007 U19-Weltmeister und 2008 U20-Europameister.